# Фикус каучуконосный
Фикус каучуконосный, или Фикус эластичный (лат. Ficus elastica) — вид растений из рода Фикус (Ficus) семейства Тутовые (Moraceae).
Родина растения — северо-восток Индии (Ассам) и юг Индонезии (острова Суматра и Ява).

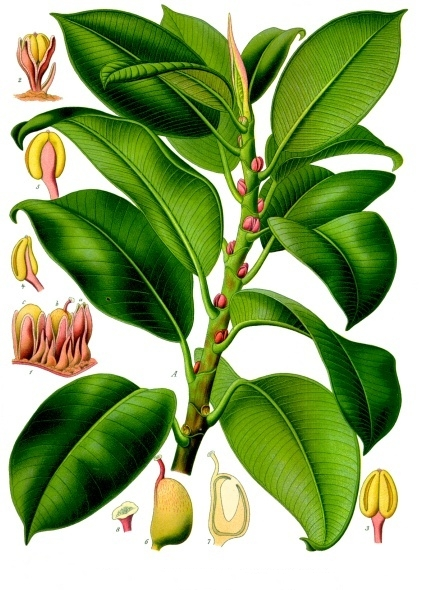

## Описание
Фикус каучуконосный — вечнозеленое дерево, достигающее в высоту 30-40 метров.
Листья — очередные, овальные с острым концом, кожистые, блестящие, до 20-30 см в длину и 10-20 в ширину. Молодые листья имеют розовато-коричневатую окраску, старые — тёмно-зелёную.
Плоды — небольшие, жёлто-зелёные, овальной формы, достигают в диаметре 1 см.
Ствол содержит до 15% каучука.

## Применение
Фикус каучуконосный имеет промышленное значение как дерево, дающее каучук.
За пределами тропиков растение выращивают как декоративное комнатное.
Наиболее известные декоративные сорта:
- Ficus elastica 'Decora' — с бронзовыми молодыми листьями;
- Ficus elastica 'Doescheri' — с пёстрыми листьями.

В Индии используется для выращивания «живых» висячих мостов.
| Общий вид | Ветви с листьями | Листья | Плоды | Воздушные корни |